# Феррандо, Сесар
Се́сар Ферра́ндо Химе́нес (исп. Cesar Ferrando Jimenez; род. 25 июля 1959, Табернес-де-Вальдигна) — испанский футболист и футбольный тренер. Выступал на позиции полузащитника, завершил игровую карьеру в 1991 году.

## Карьера игрока
Родился в Табернес-де-Вальдигне, Валенсия. Феррандо начал свою профессиональную карьеру в местном клубе «Валенсия», начав играть в дубле команды. Дебют в основной команде и в Ла Лиге состоялся 26 апреля 1981 года, Феррандо сыграл последние минуты в матче против «Лас-Пальмаса». Матч завершился со счетом 3:1 в пользу «Валенсии».
После трёх полных сезонов с «Валенсией» Феррандо ушёл в 1984 году и продолжил играть профессионально в «Саламанке», «Сабадели» и «Альсире», выступавших тогда в основном в Сегунде. Закончил карьеру в 1991 году в возрасте 32 лет. Его последним клубом был «Онтеньенте» из его родного региона.

## Карьера тренера
Феррандо начал тренерскую карьеру на любительском уровне, с местным клубом УД Табернес. В 1997 году он начал тренировать «Гандию», где и провёл три следующих года. В 2001 году он вывел дубль «Валенсии» в Сегунду В.
Феррандо был назначен «Альбасете» летом 2002. В первый же год работы вывел его в Ла Лигу и обезопасил от вылета, что и побудило владельцев мадридского «Атлетико» подписать с ним контракт.
Сезон в «Атлетико» оказался неудачным: команда финишировала лишь на 11-м месте. В мае 2005 Феррандо был освобожден от своих обязанностей. Впоследствии он вернулся в свою прежнюю команду на два сезона второго дивизиона.
В течение большей части следующих лет Феррандо продолжал работать во втором эшелоне испанского футбола, с «Химнастиком» из Таррагоны и «Эльче». В 2013 он уехал за границу, где тренировал малайзийский клуб «Джохор».

## Личная жизнь
Младшие братья Феррандо, Франсиско (1962) и Хуан Карлос (1965), были также футболистами и полузащитниками.